# Arenella
Arenella es un barrio que forma parte de la quinta municipalidad de Nápoles, Italia junto con el barrio del Vomero. Limita, además de con el Vomero al sur, con Soccavo al oeste; con Chiaiano y por poco también con San Carlo all'Arena al norte; y, por último, con los barrios Stella, Avvocata y Montecalvario al este.

## Etimología

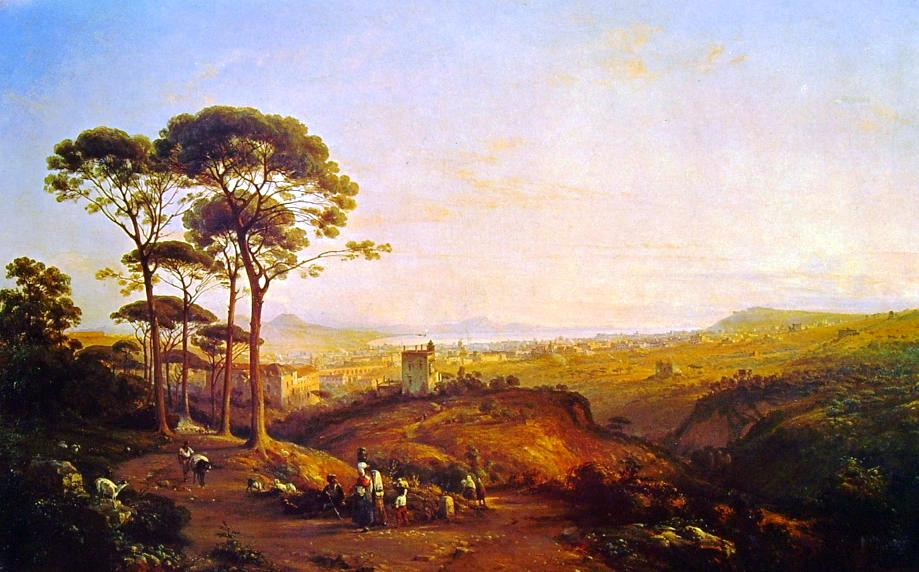
Teodoro Duclère, Napoli dalla Conocchia (vista de los Colli Aminei y Arenella).

Según algunas fuentes, el origen de su nombre proviene probablemente de que uno de los núcleos antiguos de esta zona, Piazzetta Arenella, cerca de la moderna Piazza Muzij, se presentaba y se presenta todavía como una pequeña arena, en la que se realizaban los encuentros, los mercados y los eventos civiles y religiosos más importantes.
Sin embargo, otras voces atribuyen esta denominación a los residuos arenosos provenientes de la Colina de Camaldoli transportados por el agua de lluvia, que se depositaban precisamente en dicha plaza.
En particular, antes del siglo XX, en la zona montañosa de la ciudad, constituida entonces en su mayor parte por zonas agrícolas, nunca o casi nunca se denominaba a las plazas presentes en el territorio con el término de piazza o piazzetta, sino con el nombre de largo (como por ejemplo el Largo Antignano, que todavía existe) o de arena, cuyas deformaciones Arenella y Arenaccia dan nombre a dos barrios de Nápoles.

## Historia
La zona, aislada y muy escarpada, permaneció sin asentamientos relevantes hasta el siglo XX. Había, además de unas pocas villas solitarias (construidas a partir del siglo XVII por nobles napolitanos como residencias de vacaciones), exclusivamente dos núcleos residenciales rurales: el pueblo de Arenella y las Due Porte. Las vías de acceso eran senderos escarpados, recorridos en su mayoría a lomos de un asno.
La urbanización del nuevo barrio de Arenella ya estaba en los planos del Risanamento de 1886, pero la Società Risanamento no empezó a ejecutar las obras necesarias hasta 1927 por falta de fondos; con la intención, además, de destinar a jardines, calles y plazas más de la mitad del territorio a urbanizar. El núcleo de la nueva urbanización era la estructura radial de la Piazza Medaglie d'Oro. Antes de la Segunda Guerra Mundial se realizó el trazado de la red viaria, pero muy pocas construcciones.
En el curso de los años veinte, además, la salubridad de la zona impulsó a los urbanistas a identificar la parte más alta de Arenella como lugar más adecuado para la sede de un gran complejo hospitalario.
La zona fue urbanizada masivamente a partir de la segunda mitad del siglo XX, tras la saturación del vecino barrio del Vomero.

## Monumentos y lugares de interés

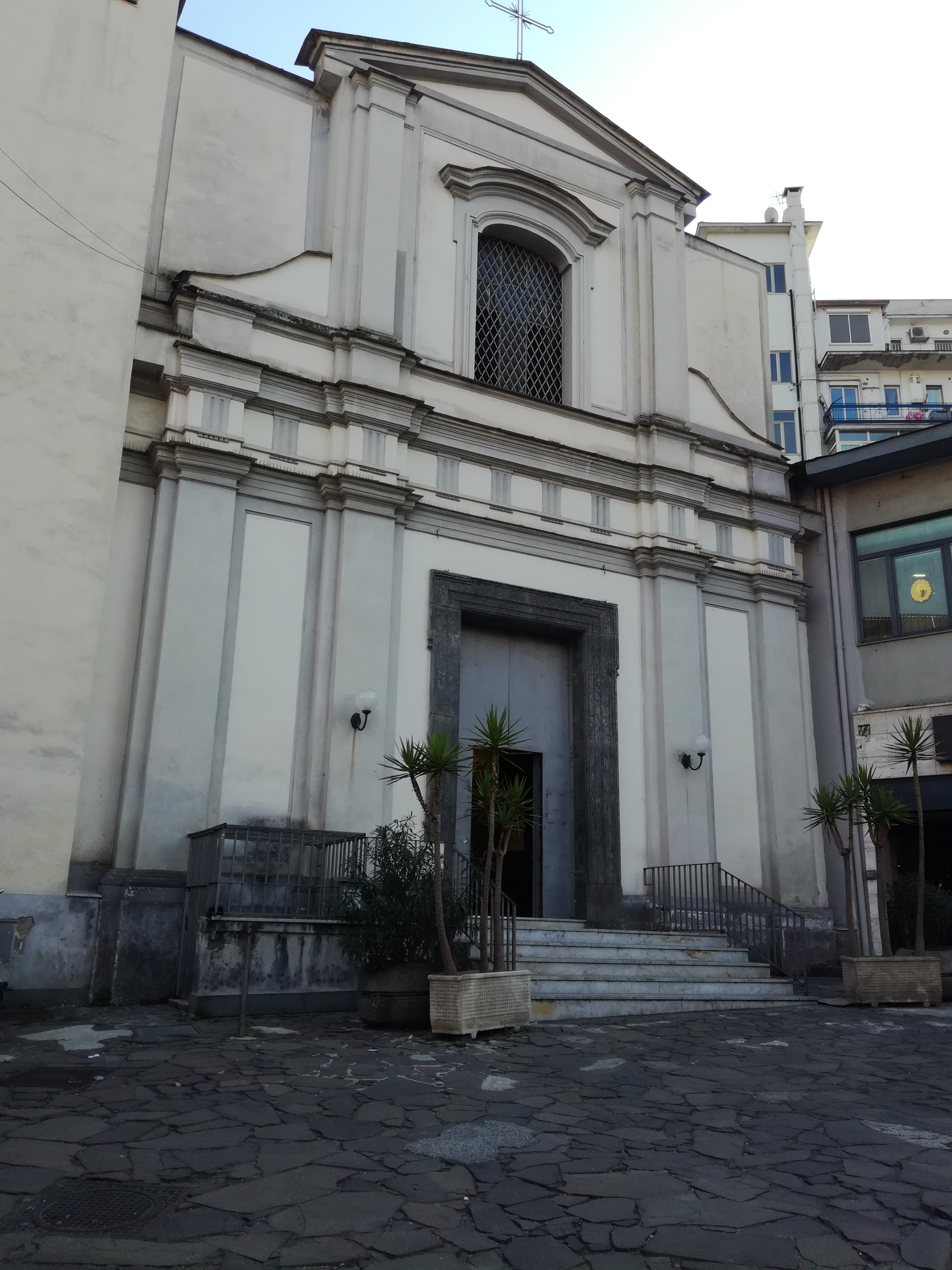
La Iglesia de la Arciconfraternita del Soccorso all'Arenella.

Cerca de la Piazzetta Arenella, en la pequeña aglomeración de casas alrededor de la Iglesia de Santa Maria del Soccorso all'Arenella (1607), se situaba la casa natal del gran pintor Salvator Rosa, una antigua granja rural sobre cuya pared el 20 de octubre de 1876 se colocó una placa conmemorativa, pero en 1938 el edificio fue destruido, junto con otras casas viejas contiguas, para ejecutar el plano de ampliación del barrio Arenella y construir nuevos edificios. En febrero de 1933 se colocó en la plaza un monumento de bronce al artista, según el modelo de una estatua de Achille D'Orsi de 1871. Actualmente está colocado en el centro de la Piazza Francesco Muzii, cerca de la Piazzetta Arenella, habiendo sido transportado desde esta última en 1963, cuando se colocó en su lugar la imagen de la Inmaculada.
Otros importantes edificios de culto son la Iglesia de Sant'Anna all'Arenella (1900), la Iglesia de Santa Maria della Provvidenza (1794) y la Iglesia de la Arciconfraternita di Santa Maria del Soccorso (1704), construidas antes del boom inmobiliario de la segunda mitad del siglo XX. En esta época se añadieron el complejo parroquial de Santa Maria della Rotonda y la nueva Capilla Cangiani.
En el barrio también está una de las dos estatuas dedicadas a Totò, inaugurada el 17 de abril de 1999 en la Via Sigmund Freud, en la zona Rione Alto.
En el territorio de Arenella están la zona hospitalaria (que comprende el Policlínico Universitario y las facultades de Medicina, Farmacia y Biotecnologías de la Universidad de Nápoles Federico II y los hospitales Antonio Cardarelli, Pascale, Cotugno y Monaldi), centros de investigación del Consiglio Nazionale delle Ricerche, del Tigem y el Parque Urbano de Camaldoli.

## Transporte
|  | En el barrio hay tres salidas de la tangenziale de Nápoles (Arenella, Zona Ospedaliera y Camaldoli, respectivamente n.º 6, 7 y 8). Además, uno de los tres desvíos (Via Pigna) de la salida n.º 9 (Vomero) también está en realidad en el barrio Arenella, así como también la entrada de la conexión que, abierta en los años noventa, permite al tráfico rodado llegar directamente a Soccavo y a Pianura evitando recorrer la Via Epomeo (calle con mucho tráfico y arteria vital de conexión). |
|  | El barrio está servido por las estaciones Medaglie d'Oro, Montedonzelli (Via Francesco dell'Erba, Via Pietro Castellino, Via San Giacomo dei Capri), Rione Alto y Policlinico de la línea 1 del Metro de Nápoles. |
|  | Los ejes viarios principales son la Via Sergio Pansini, Via Sant'Ignazio di Loyola, Via Domenico Fontana, Via San Giacomo dei Capri, Via Pietro Castellino, Via Pigna y Via Gabriele Jannelli. |
|  | Están presentes los normales autobuses de línea tanto urbanos como extraurbanos. |